# 台灣公益揭弊暨吹哨者保護協會
台灣公益揭弊暨吹哨者保護協會，臺灣非營利組織，由第9任中華民國立法委員黃國昌等人成立。
2021年2月8日，司法院公告本院登記處於2月5日登記於法人登記簿，俟完成法人登記程序後，發給法人登記證書。

## 協會宗旨
推動公益揭弊、政府公開透明、打擊公、私部門貪腐及保護吹哨者。訂定七項任務：
1. 倡議政府公開透明，致力公司部門反貪腐。
2. 推動我國制定吹哨者保護相關政策，健全法規制度及配套。
3. 提供揭弊者諮詢及必要之法律協助。
4. 蒐集有關國內外公益揭弊及吹哨者保護資訊，並向政府提供建議事項。
5. 提供公私部門反貪腐、揭弊及吹哨者保護之相關課程與顧問服務。
6. 與國際吹哨者保護組織交流、聯繫及合作。
7. 舉辦研討會、演講會、講習會、展示會及參觀活動。

## 揭弊案件

### 中火基樁弊案
於2021年接獲檢舉，台電「台中發電廠1~10號機供煤系統改善工程」涉弊，負責施作煤倉基樁工程的「弘展基礎工程公司」，長期偽造水泥進貨單，浮報施作的水泥數量，偷工減料牟取不法利益，甚至於驗收時造假。
台中地檢署於2022年4月啟動搜索行動，帶回弘展負責人鄭俊明等人，訊後依詐欺、偽造文書等罪嫌，命鄭俊明以50萬元交保，全案持續偵辦中。

### 台中機場 - 華貿電機案
於2020年接獲檢舉，交通部2019年斥資9億的「中部國際機場既有航廈整體改善工程」爆發弊案，製造廠商「華貿電機股份有限公司」涉嫌違法造假匯流排的檢測結果，並偽造送檢產品報告，為謀不法獲利而罔顧公共安全。
華貿電機向媒體寄發律師函稱「報導並非事實」，並暗中發函給行政院工程會以及配合的下游廠商、合作客戶與銀行等單位，指稱為「不實抹黑」，企圖掩飾罪行。
2022年8月檢方偵結，並對華貿電機股份有限公司董事陳俊杰（改名陳季鴻）提起公訴，就其影響偽造文書罪責，追究其刑事責任。

### 台電公路總局路證蟑螂案
2021年8月公路總局爆發貪瀆弊案遭檢調搜索，本案係台電於執行「161kV大潭~林口線大潭電纜機電工程」申請路證的過程中，出現官員扮演「路證蟑螂」，透過廠商提出交通維持計畫的機會，向廠商索要賄款。
台電申請路證時遭遇障礙，因此召集廠商開會，暗示必須 「配合一下」，會議間決議由13間廠商均分400萬元，透過白手套黃振鎮利用卓爾顧問等公司，開立假發票套出賄款，用於行賄官員。
目前本案仍在司法調查階段。

### 梅花湖違建
2022年2月，媒體披露宜蘭梅花湖保護區有一座二層違建招待所，其主人為當地富商劉志和，與宜蘭縣長林姿妙和許多綠營政治人物關係友好。當時劉志和否認招待所是違建，強調建築物有建照。
經協會調查，擁有建照的一層樓建物早已拆除，現存二層招待所直到2006年才新建，更沒有取得建照與使照。本會就此發函宜蘭縣政府及冬山鄉公所，依法提出檢舉。冬山鄉公所回函表示查報確認為違建。
2022年9月，梅花湖違建仍然矗立，縣府表示已依施政順序做後續處理。

## 事件

### 網站疑似有惡意程式
2025年3月，立委沈伯洋指出台灣公益揭弊暨吹哨者保護協會的網站原始碼疑似有惡意程式。數位發展部長黃彥男則表示，這網站連到一個外部網站，他認為值得擔憂。實測可發現Google搜尋結果會出現警示訊息。對此，黃國昌表示沒有資安外洩問題。

## 外部連結
- 官方网站